# Dengeki Bunko Magazine
Dengeki Bunko Magazine (電撃文庫MAGAZINE)

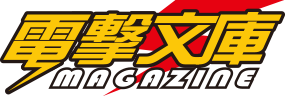

é uma revista japonesa de light novel publicada pela ASCII Media Works (antigamente MediaWorks). A revista sucedeu a Dengeki hp e originalmente foi publicada como uma edição especial da Dengeki Daioh em 10 de dezembro de 2007. Dengeki Bunko Magazine se tornou uma revista independente em seu terceiro volume, lançado em 10 de abril de 2008. A revista publica informações de light novels e contos de escritores da Dengeki Bunko, além de notícias de jogos, animes e mangás.

## Títulos serializados
- Accel World
- Ballad of a Shinigami: Unknown Stars
- Kino's Journey: the Sigsawa's World
- Lillia and Treize Spin-off: Seron no Yume
- Shakugan no Shana
- Spice and Wolf
- Sword Art Online
- Toaru Majutsu no Index SS
- Toradora!
- Toradora Spin-off!